# Двенадцать стульев
«Двена́дцать сту́льев» — роман Ильи Ильфа и Евгения Петрова, написанный в 1927 году и являющийся первой совместной работой соавторов. В 1928 году опубликован в художественно-литературном журнале «Тридцать дней» (№ 1—7); в том же году издан отдельной книгой. В основе сюжета — поиски бриллиантов, спрятанных в одном из двенадцати стульев мадам Петуховой, однако история, изложенная в произведении, не ограничена рамками приключенческого жанра: в ней, по мнению исследователей, дан «глобальный образ эпохи».
Литературное сообщество 1920-х годов встретило появление романа весьма сдержанно. К числу тех, кто поддержал соавторов, относились писатель Юрий Олеша, политический деятель Николай Бухарин, критик Анатолий Тарасенков и некоторые другие современники Ильфа и Петрова. С 1949-го до середины 1950-х годов «Двенадцать стульев» — наряду с написанным позже «Золотым телёнком» — были после появления проекта постановления секретариата ЦК ВКП(б) «О грубой политической ошибке издательства „Советский писатель“ от 14 декабря 1948 года» запрещены к печати. Произведение было неоднократно экранизировано.

## История создания
Об истории создания романа рассказывали как сами соавторы, так и брат Евгения Петрова — Валентин Катаев. Их воспоминания были растиражированы и настолько обросли подробностями, что, по словам литературоведов Давида Фельдмана и Михаила Одесского, на определённом этапе стало сложно отделять легенду от действительно происходивших событий.
Согласно воспоминаниям Евгения Петрова, тему для произведения подсказал Валентин Катаев, который, появившись в августе 1927 года в комнате «четвёртой полосы» газеты «Гудок», заявил, что хочет стать «советским Дюма-отцом». Выбрав будущих соавторов на роль литературных негров, он порекомендовал им сочинить авантюрный роман о деньгах, спрятанных в стульях, пообещав впоследствии пройтись по черновикам дебютантов «рукой мастера». Ильф и Петров отнеслись к идее серьёзно, решив (по предложению Ильи Арнольдовича) писать вместе:

Сколько должно быть стульев? Очевидно, полный комплект — двенадцать штук. Название нам понравилось. «Двенадцать стульев». Мы стали импровизировать. Мы быстро сошлись на том, что сюжет со стульями не должен быть основой романа, а только причиной, поводом к тому, чтобы показать жизнь.
Основная работа над романом велась в сентябре — декабре 1927 года. Написав за месяц первую часть, соавторы отнесли рукопись Катаеву. Тот, ознакомившись с черновиком, сообщил, что в наставничестве они не нуждаются, потому что в произведении виден почерк «совершенно сложившихся писателей». В то же время «Дюма-отец» поставил Ильфу и Петрову два условия: роман должен быть посвящён Валентину Петровичу как инициатору проекта; после получения первого гонорара соавторы преподнесут ему подарок в виде золотого портсигара. По замечанию Фельдмана и Одесского, в подобной трактовке событий присутствует пародийная отсылка к «игре в литературного отца». Поэтому и в книге Катаева «Алмазный мой венец», и в мемуарных записях Петрова неоднократно воспроизводится гудковский псевдоним Валентина Петровича — «Старик Саббакин»: в нём зашифровано шуточное напоминание о давней литературной традиции, зафиксированной в строчках из восьмой главы «Евгения Онегина»: «Старик Державин нас заметил / И, в гроб сходя, благословил». Подобным же образом Старик Саббакин «благословил» Ильфа и Петрова, считают литературоведы.
Вопрос о том, как Ильф и Петров работали вдвоём, интересовал многих их современников и даже стал поводом для шуток в литературной среде. Так, пародист Александр Архангельский сочинил на эту тему эпиграмму: «Задача Бендеру Остапу: / Имея сразу двух отцов, / Установить в конце концов — / Кого из них считать за папу?» Ему же принадлежит двустишие: «Провозгласил остряк один: / Ильф — Салтыков, Петров — Щедрин». Между тем система их работы была отрегулирована весьма строго: как утверждал писатель Виктор Ардов, ни одна фраза не появлялась в рукописи без согласия обоих авторов; каждый из них обладал «правом вето» на то, чтобы опротестовать решение своего коллеги. При этом Ильф считал, что, если слово или предложение возникло у них в сознании одновременно, — от него лучше отказаться: «Значит, оно слишком близко лежало».

## Публикация
В январе 1928 года, поставив в рукописи последнюю точку, соавторы сложили пачку листков в специальную папку и повезли её на санках из редакции «Гудка» домой. Вскоре роман был подписан в печать редактором журнала «Тридцать дней», и уже в 1-м номере началась публикация, продолжавшаяся вплоть до июля. Выход каждой части курировал заведующий редакцией Василий Регинин, работавший ранее в одесских газетах; иллюстрации готовил график Михаил Черемных.
По мнению Фельдмана и Одесского, подобная стремительность — с учётом скорости обсуждения членами редколлегии нового произведения, набора и вёрстки, корректорских и редакторских правок, получения обязательного цензурного одобрения — была невозможна без предварительной подготовки, осуществлённой, вероятно, Валентином Катаевым. В истории с публикацией романа Катаев выступал в качестве «гаранта»; свою роль сыграли и личные связи: Валентин Петрович был хорошо знако́м и с Регининым, и с ответственным редактором «Тридцати дней» Владимиром Нарбутом, возглавлявшим в 1920 году одесское отделение РОСТА и оказавшим поддержку братьям Катаевым, когда тех арестовали местные чекисты. Кроме того, быстрота, с которой была проведена вся допечатная работа, могла объясняться ещё и тем, что первые части «Двенадцати стульев» авторы принесли в журнал в середине осени; далее они сдавали рукописи по мере готовности.

Если принять во внимание такой фактор, как поддержка авторитетного Регинина и влиятельнейшего Нарбута, то совместный дебют Ильфа и Петрова более не напоминает удачный экспромт, нечто похожее на сказку о Золушке… Соавторы торопились… потому, что вопрос о публикации был решён, сроки представления глав в январский и все последующие номера журнала — жёстко определены.
Подтверждением того, что роман заранее получил весомый «кредит доверия», служит и хранящийся в Российском государственном архиве литературы и искусства договор от 21 декабря 1927 года, согласно которому директор издательства «Земля и фабрика» («ЗиФ») Владимир Нарбут должен был опубликовать «Двенадцать стульев» при условии предоставления рукописи не позднее 5 января 1928 года. Роман вышел в «ЗиФе» отдельной книгой уже в июле, через год он был переиздан, однако, по утверждению исследователей, между первой и последующими публикациями существовала большая разница: вплоть до 1938 года в текст вносились авторские правки, изменения и сокращения.

## Сюжет
Роман состоит из трёх частей. В первой, озаглавленной «Старгородский лев», служащий загса уездного города N Ипполит Матвеевич Воробьянинов узнаёт от умирающей тёщи о бриллиантах, спрятанных в одном из стульев гамбсовского гостиного гарнитура. Поиски сокровищ приводят героя в Старгород, где Воробьянинов знакомится с «великим комбинатором» Остапом Бендером, охотно соглашающимся принять участие в «концессии». Туда же направляется их конкурент — священник церкви Фрола и Лавра отец Фёдор Востриков, получивший информацию о драгоценностях во время исповеди мадам Петуховой.
Во второй части, названной «В Москве», искатели приключений перемещаются в советскую столицу. Во время аукциона, состоявшегося в музее мебели, выясняется, что накануне Ипполит Матвеевич потратил деньги, предназначенные на приобретение десяти предметов орехового гарнитура. Теперь внимание компаньонов сосредоточено на новых владельцах стульев — инженере Щукине, остроумце Изнуренкове, сотрудниках газеты «Станок», служащих театра Колумба.
В третьей части («Сокровище мадам Петуховой») Бендер и Воробьянинов отправляются с театром Колумба на тиражном пароходе в рейс по Волге. Погоня за сокровищами сопряжена с трудностями: героев выгоняют с парохода «Скрябин»; они навлекают на себя гнев шахматистов из города Васюки; Ипполит Матвеевич просит милостыню в Пятигорске. Тем временем отец Фёдор движется другим маршрутом; точкой пересечения конкурентов становится Дарьяльское ущелье.
Осенью Бендер и Воробьянинов возвращаются в Москву, чтобы продолжить поиски последнего стула, исчезнувшего в товарном дворе Октябрьского вокзала. Остапу в результате сложных комбинаций удаётся выяснить, что заветный предмет мебели находится в новом клубе железнодорожников. Визит в это учреждение назначен на утро, однако Бендеру не суждено увидеть бриллианты: ночью Ипполит Матвеевич наносит спящему компаньону удар по горлу бритвой. Придя в клуб, Воробьянинов узнаёт, что драгоценности его тёщи несколько месяцев назад были обнаружены сторожем; сокровища мадам Петуховой превратились в этот самый клуб с театром, буфетом, гимнастическим залом, шахматным кабинетом и бильярдной.

## Искатели сокровищ. Возможные прототипы
По словам литературоведа Игоря Сухих, галерея персонажей, представленных в «Двенадцати стульях», настолько живописна и многообразна, что одно лишь перечисление типажей претендует на «энциклопедичность охвата мира». Среди них не только Остап Бендер и Киса Воробьянинов, но и лица, мелькнувшие в небольшом эпизоде или одной главе, — их портреты, созданные с помощью фельетонного преувеличения, нарисованные порой несколькими неуловимыми штрихами, вышли за романные рамки и превратились в узнаваемые «типы и формулы».

### Остап Бендер
Афоризмы
- Мой папа был турецко-подданный.
- Низкий сорт, нечистая работа.
- Вам некуда торопиться. ГПУ к вам само придёт.
- Конгениально!
- Ближе к телу, как говорил Мопассан.
- Почём опиум для народа?[25]

Отношение к Остапу Бендеру менялось с течением времени и у соавторов, и у критиков. Бендеру, согласно предварительному замыслу, в «Двенадцати стульях» была уготована малозаметная роль — этот персонаж должен был произнести единственную реплику, которую Ильф и Петров «позаимствовали» из лексикона знакомого бильярдиста: «Может быть, тебе дать ещё ключ от квартиры, где деньги лежат?» (речь идёт о журналисте Михаиле Глушкове, увлекавшемся бильярдом). Однако, как писал в воспоминаниях Евгений Петров, постепенно Остап стал увеличивать своё присутствие в романе, и вскоре писатели обнаружили, что воспринимают героя как живого человека; они даже «сердились на него за нахальство, с которым он пролезал почти в каждую главу». Подобные взаимоотношения авторов и их персонажей, по словам Игоря Сухих, были отмечены в литературе и ранее: так, Александр Пушкин испытал определённое недоумение, когда героиня «Евгения Онегина» Татьяна Ларина вышла замуж за «важного генерала»; столь же удивлён был и Лев Толстой, для которого несостоявшееся самоубийство Вронского в «Анне Карениной» стало откровением.
Схожие метаморфозы Бендер претерпел и в восприятии критиков. Если первая реакция коллег Ильфа и Петрова на этот образ была резко негативной (к примеру, Александр Фадеев в письме от 1932 года указывал соавторам, что «он же — сукин сын»), то полвека спустя Яков Лурье называл Остапа «весёлым и умным человеком». Ещё более лестные характеристики герой получил в XXI столетии — так, прозаик Юлия Вознесенская в своей книге отметила, что Бендер внутренним благородством и интеллигентностью близок пастернаковскому Юрию Живаго.
Знакомство читателей с Бендером происходит в главе «Великий комбинатор», когда авторы почти торжественно сообщают о появлении в Старгороде молодого человека лет двадцати восьми. Подобный зачин, с указанием места и времени действия, весьма распространён в литературе, — по мнению Юрия Щеглова, таким же образом в города входили персонажи «Каменного гостя», «Мёртвых душ», «Идиота» и некоторых других произведений. Герой движется навстречу приключениям «лёгкой поступью»; он быстро приспосабливается к новым обстоятельствам, живо реагирует на вызовы судьбы, импровизирует ради того, чтобы исключить из жизни однообразие: «Это актёр-трансформатор, способный в случае нужды мгновенно сменить костюм». К числу его «литературных родственников», столь же свободных от догм и условностей, относятся лермонтовский Григорий Печорин, булгаковский Воланд, Хулио Хуренито из романа Ильи Эренбурга.
Исследователи предполагают, что у Бендера существовало несколько возможных прототипов. Наиболее вероятным из них, согласно воспоминаниям Валентина Катаева, был одесский авантюрист Осип Шор, служивший в уголовном розыске и имевший репутацию местного денди. Кроме того, в круг потенциальных «претендентов» современники Ильфа и Петрова включили брата Ильи Арнольдовича Сандро Фазини, называемого в их семье «одесским апашем», а также Митю Ширмахера — «окололитературного молодого человека, о котором ходили слухи, что он внебрачный сын турецкого подданного».

На конструкцию образа Бендера с его сочетанием низкого и высокого уровней, плутовства и демонизма, могли в какой-то мере повлиять — не без посредства бабелевского Бени Крика — фигуры блатных «королей» старой Одессы и вся галерея романтичных босяков, контрабандистов и налётчиков «одесской школы».
Судьба Бендера в финале романа была решена с помощью жребия: соавторы положили в сахарницу две бумажки, на одной из которых изобразили череп с костями. По признанию Евгения Петрова, впоследствии писатели «очень досадовали на это легкомыслие, которое можно было объяснить лишь молодостью и слишком большим запасом веселья». Существует версия, что сам эпизод с убийством Остапа близок к одной из сцен детективной новеллы Конан Дойла «Шесть Наполеонов», в которой есть персонаж с перерезанным горлом. Как отмечал литературовед Анатолий Старков, подобная концовка в «Двенадцати стульях» не выглядела естественной — в ней присутствовала «известная заданность». Осознание этого заставило соавторов «воскресить» своего героя в «Золотом телёнке».

### Киса Воробьянинов
Бывший уездный предводитель дворянства Ипполит Матвеевич Воробьянинов, в отличие от Бендера, изначально присутствовал в авторских планах в качестве главного искателя сокровищ. Писатели даже посвятили Кисе две отдельные главы, повествующие о его дореволюционном прошлом, однако изъяли их из романа незадолго до сдачи рукописи в печать. Как вспоминал Евгений Петров, в образе Воробьянинова запечатлены черты его полтавского дяди Евгения Петровича Ганько — общественного деятеля, гурмана, эпикурейца, жуира, носившего золотое пенсне и «сенаторские бакенбарды». К этому портрету соавторы добавили некоторые штрихи, в которых отражались представления о «мужской респектабельности» первых десятилетий XX века, — в частности, упомянули, что внешне Ипполит Матвеевич похож на политического деятеля Павла Милюкова.
Воробьянинов работает скромным регистратором в загсе города N, что вполне соответствует духу времени: в 1920-х годах многие из «бывших людей» занимали в конторах незаметные делопроизводственные должности. К примеру, писатель Григорий Рыклин рассказывал в фельетоне, опубликованном в журнале «Чудак» (1929), о канцелярии Академии наук, где нашли пристанище деятели с «сомнительным прошлым», стремившиеся затеряться среди советских служащих, — среди них были дореволюционные вице-губернаторы, руководители министерских подразделений, начальница института благородных девиц и другие.
Ипполит Матвеевич ни на службе в загсе, ни во время поиска бриллиантов не демонстрирует ярких способностей: он не практичен, не находчив, не энергичен. Как отмечал Анатолий Старков, за время общения с Бендером Киса не научился ничему, кроме «умения надувать щёки»: «Он всего лишь жалкая тень Остапа, марионетка при нём». Стремление Воробьянинова выглядеть неотразимым в глазах Лизы Калачовой оборачивается поражением и ставит под угрозу срыва всю «концессию». Сама тема ухаживаний за советскими девушками в мебельных интерьерах была весьма популярна в первые послереволюционные годы. К примеру, в планах комедии Владимира Маяковского «Любовь Шкафолюбова» (1927) был намечен похожий сюжет: героиня Зина, появившись после размолвки с возлюбленным в здании с вывеской «Музей-усадьба XVIII века», производит большое впечатление на пожилого хранителя Шкафолюбова. Аналогичная история происходит в рассказе Льва Никулина «Листопад» (1926), когда бывший князь пытается растопить сердце комсомолки Лизы в стенах музея, где некогда располагалась его усадьба.
В главе «От Севильи до Гренады», повествующей о посещении Кисой и Лизой образцовой столовой МОСПО «Прага» (по утверждению Юрия Щеглова, в 1927 году даже самые представительные рестораны Москвы назывались столовыми), соавторы вышли на сюжетную линию, связанную с растратами. Это был ещё один распространённый мотив в литературе и журналистике того времени: о присвоении или потере казённых денег писали Валентин Катаев (сатирическая повесть «Растратчики»), Михаил Булгаков (цикл фельетонов), Владимир Лидин («Идут корабли») и другие авторы. В истории с амурными похождениями Воробьянинова не только заявлена актуальная тема, но и сделан акцент на «бестолковом спутнике», который нередко сопровождает героя в приключенческих романах.
В финале «Двенадцати стульев» бывший предводитель дворянства меняется: в нём появляется жёсткость, граничащая с отчаянием. В сцене ночной прогулки, предшествующей эпизоду с бритвой, Воробьянинов, по мнению исследователей, напоминает персонажа «Преступления и наказания» Свидригайлова, готовящегося к самоубийству. Отсылкой к другому герою Достоевского — Раскольникову, наносящему удар старухе-процентщице, — является описание убийства Бендера: литературоведы видят определённую перекличку в предложениях «Ипполиту Матвеевичу удалось не запачкаться в крови» и «[Раскольников] полез ей в карман, стараясь не замараться текущею кровию».
В заключительной главе, когда Киса вскрывает последний стул, сюжет, по мнению исследователей, закольцовывается. Однако если для Юрия Щеглова замкнутость построения связана с отсутствием Бендера (то же самое происходило в момент нахождения Ипполитом Матвеевичем первого стула), то Фельдман и Одесский видят в кольцевой композиции романа социальную подоплёку:

Осенью 1927 года Воробьянинов убедился, что попытка вернуть прошлое не удастся. И осенью 1927 года был построен новый железнодорожный клуб — на воробьяниновские средства. Круг замкнулся. И в итоге авторы (иронически обыгрывая сюжет пушкинской «Пиковой дамы») доказали, что любые попытки вернуться в прошлое — безумны, гибельны.

### Отец Фёдор
Образ отца Фёдора претерпел много изменений: если в журнальной публикации «Двенадцати стульев» священник церкви Фрола и Лавра напоминал, по мнению критиков, «водевильного персонажа», переместившегося в роман из юмористических миниатюр соавторов, то в более поздних редакциях он обрёл черты трагического героя. Знакомство с отцом Фёдором происходит в первой главе, когда Воробьянинов, вернувшись домой, видит выходящего из комнаты мадам Петуховой священника, — тот устремляется к выходу, не реагируя на появление Ипполита Матвеевича. Столкновение потенциальных наследников с людьми, посвящёнными в семейные и имущественные тайны, — один из популярных литературных приёмов: исследователи видят в этом эпизоде тематическое пересечение с сюжетными линиями «Кентерберийских рассказов» Джефри Чосера (в частности, с рассказом пристава церковного суда), «Пиквикского клуба» Чарльза Диккенса, «Войны и мира» Льва Толстого (близость мотивов усматривается, по мнению Юрия Щеглова, в предложении «Навстречу Пьеру вышли на цыпочках, не обращая на них внимания, слуга и причетник с кадилом»).
Движение навстречу приключениям отец Фёдор начинает с подстригания бороды, что в литературной и фольклорной традиции означает начало нового жизненного этапа, — таким же образом поступали толстовский отец Сергий, монах из гофмановского «Эликсира сатаны» и многие другие персонажи, ищущие перемен или пытающиеся расстаться с прошлым. Филолог Владимир Пропп в книге «Исторические корни волшебной сказки» отмечал, что «мотив лишения волос связан с обрядом инициации».
В посланиях, отправляемых Востриковым из разных городов жене Катерине Александровне, обнаруживается, с одной стороны, влияние ироничной повести Шолом-Алейхема «Менахем-Мендл» (1909), созданной в виде серии писем героя своей «благочестивой и благоразумной супруге Шейне-Шейндл»; с другой — присутствует пародийное обыгрывание содержания писем Достоевского, адресованных Анне Григорьевне, — они были опубликованы Центрархивом за год до начала работы соавторов над «Двенадцатью стульями». Подтверждением того, что Ильф и Петров были хорошо знакомы с корреспонденцией Фёдора Михайловича, являются, по мнению литературоведа Бенедикта Сарнова, и общая тематика (жалобы на дороговизну, просьбы выслать деньги), и сходные подписи: «Твой вечный муж Достоевский» — «Твой вечный муж Федя». Стремление соавторов «пародировать всё, что попадало в их поле зрения», стало поводом для полемики между Сарновым, видевшим в этом проявление «весёлого озорства» молодых писателей, и литературным критиком Людмилой Сараскиной, считавшей, что с помощью сознательной имитации «новые растиньяки» Ильф и Петров «ударили „по вершинным точкам“ Достоевского».
По мнению Юрия Щеглова, письма отца Фёдора относятся к числу безусловных удач романа: благодаря им не только раскрываются характер и темперамент персонажа, но и создаётся необходимый социальный фон. Востриков подробно рассказывает жене о жизни в Харькове, Баку и других городах, включает в повествование реальные приметы времени (базары, товары, гостиницы, цены, услуги). Интонационно путевые заметки священника близки древнерусским «хождениям» — их роднит и многократное повторение слова «город», и скрупулёзность, с которой персонаж рассказывает об увиденном. Конечной точкой его маршрута становится Дарьяльское ущелье — оттуда снятого со скалы искателя бриллиантов увозят в психиатрическую клинику:

Судьба отца Фёдора, прожектёра, хватающегося то за одну, то за другую идею обогащения, священника, бросившего родной город для поисков фантастического сокровища мадам Петуховой, не только комична, но и трагична. При всей своей суетливости отец Фёдор, в сущности, наивен и добродушен.

## Другие персонажи

### Члены «Союза меча и орала»
Главы, повествующие о созданном Остапом «Союзе меча и орала», не связаны непосредственно с поисками сокровищ, однако их включение в роман выглядит, по мнению Лидии Яновской, вполне оправданным: «Здесь цементирующим выступает единство сатирико-юмористического взгляда писателей на очерченные ими явления». Само название вымышленного старгородского сообщества имеет отсылку к библейской фразе «…и перекуют мечи свои на орала, и копья свои — на серпы».
Многие реплики персонажей, причастных к «Союзу…», представляют собой иронично обыгранные вариации на тему произведений Достоевского и Гоголя. Так, совет Бендера Воробьянинову молчать и для подтверждения собственной значимости «надувать щёки» в присутствии членов новой организации литературовед Юрий Щеглов сравнивает с рекомендацией, которую герой романа «Бесы» Степан Верховенский даёт Николаю Ставрогину: «Сочините-ка вашу физиономию… побольше мрачности, и только, больше ничего не надо». Смысловое пересечение наблюдается также между предупреждением Остапа «У нас длинные руки» и напоминанием Верховенского «Не уйдёте и от другого меча».
Остап, основав «Союз…», больше не появляется на его заседаниях, но деятельность организации продолжается и в отсутствие великого комбинатора. В момент распределения будущих «портфелей» молодые люди Никеша и Владя предлагают выдвинуть Ипполита Матвеевича в предводители дворянства; ответ бывшего гласного городской думы Чарушникова «Он не меньше чем министром будет» сопоставим с репликой помещика Бобчинского из «Ревизора», уверяющего, что Хлестакову генерал «и в подмётки не станет». Гоголевские мотивы обнаруживаются не только во время выборов на управленческие посты (дискуссия о весомости сановных должностей сравнима с диалогом Чичикова и Манилова, расхваливающих высших чиновников города), но и в заключительной сцене главы «Баллотировка по-европейски» — в ней «губернатор» Дядьев, грозящий Чарушникову тюрьмой, ведёт себя почти как городничий Сквозник-Дмухановский, обещающий после отъезда Хлестакова отправить почтмейстера Шпекина в Сибирь.
История «Союза меча и орала» завершается после заполнивших Старгород слухов о некой тайной организации; они вынуждают владельца бубличной артели «Московские баранки» Кислярского отправиться в губернскую прокуратуру со специальной допровской корзиной (допром в 1920-х годах называли дом принудительных работ). По мнению исследователей, универсальная корзинка, превращаемая в кровать, стол и шкаф, означала постоянную готовность нэпманов к аресту или отъезду. Этот «символ ежеминутной неуверенности» по своим функциям близок чемодану с миллионами рублей, которую герой «Золотого телёнка» Александр Корейко хранит на вокзале — «типичной пограничной и переходной зоне».

### Мадам Грицацуева
Образ мадам Грицацуевой, на которой Остап женился ради обретения очередного стула, иронично перекликается с персонажами не только литературных, но и музыкальных произведений. Впервые вдова-нэпманша, пребывающая в поисках нового мужа, появляется в главе «Слесарь, попугай и гадалка»; и внешне, и своим стремлением обрести семейное счастье с помощью ворожбы и хиромантии она напоминает Софью Ивановну — героиню рассказа Алексея Толстого «Сожитель». В то же время выражения, используемые соавторами при описании процесса гадания («…а на сердце у неё лежал трефовый король, с которым дружила бубновая дама»), близки репликам, произносимым Агафьей Тихоновной в гоголевской «Женитьбе»: «Интересуется какой-то бубновый король, слёзы, любовное письмо».
Бендер легко покоряет сердце «провинциальной Маргариты на выданье». Характеристика, которую он даёт своей будущей жене сразу после знакомства («Знойная женщина — мечта поэта»), имеет отсылку к романсу Александра Алябьева «Нищая», содержащему строки «Она была мечтой поэта, / И слава ей венок плела». Пылкое признание Грицацуевой «Ох! Истомилась душенька!», произнесённое после исчезновения великого комбинатора, соотносится с другим музыкальным произведением — арией Лизы из оперы Чайковского «Пиковая дама»: «Ах, истомилась я горем». При этом, несмотря на поэтические сравнения, мадам Грицацуева далека от лирической героини — это карикатурный персонаж, напоминающий, по мнению Лидии Яновской, нелепую Коробочку из сатирической повести Михаила Булгакова «Похождения Чичикова».
Через тридцать лет после опубликования «Двенадцати стульев» некое подобие мадам Грицацуевой возникло в жизни Осипа Шора. Как вспоминала его внучатая племянница Наталья Камышникова-Первухина, в конце 1950-х годов человек, считающийся вероятным прототипом Бендера, женился на тридцатипятилетней Тамаре, сходство которой с временной женой романного Остапа «казалось мистическим, невероятным»:

В жаркий летний вечер в нашу коммунальную квартиру в Кисловском переулке вошла томная, в кружевных перчатках и чёрном панбархатном платье с кружевцем, украшенная ювелирными изделиями и густой косметикой, чрезвычайно пухлая особа… Наверное, тогда она ещё не читала знаменитого романа, и ласкательные имена, с которыми обращалась к Остапу [Шору] («Остапчик, мой ангел, мой пупсик») изобретала сама.

### Архивариус Коробейников
Варфоломей Коробейников, служивший некогда в архиве Старкомхоза и сохранивший сведения об имуществе, реквизированном после революции, входит (наряду с Альхеном и Кислярским) в галерею «мелких комбинаторов» романа. В первой редакции «Двенадцати стульев» рассказывалось о том, как Коробейников застраховал на тысячу рублей жизнь своей бабушки, надеясь после её смерти получить солидную сумму. Попытка быстро обогатиться не удалась: старушка, перешагнувшая столетний рубеж, демонстрировала волю к жизни, тогда как архивариус, ежегодно выплачивавший страховые взносы, терпел убытки. Впоследствии соавторы исключили из текста фрагменты, связанные со страховыми махинациями, однако их отголоски в романе остались: в письме отца Фёдора, сообщающего жене о посещении Коробейникова, упоминается, что «Варфоломеич… живёт себе со старухой бабушкой, тяжёлым трудом хлеб добывает». По мнению Юрия Щеглова, Ильф и Петров сознательно сохранили эту реплику, потому что в ней прочитывается характер Вострикова.
Диалог Коробейникова с Бендером, пришедшим к архивариусу за ордерами на мебель Ипполита Матвеевича, напоминает разговор Собакевича с Чичиковым: если в гоголевском романе продавец, набивая цену «мёртвым душам», наделяет особыми достоинствами своих скончавшихся мастеровых — каретника Михеева и кирпичника Милушкина, то у Ильфа и Петрова архивариус расхваливает стулья, диван, китайские вазы, ореховый гарнитур и гобелен «Пастушка», попутно предлагая гамбсовский гарнитур генеральши Поповой: «Продавцы и покупатели забывают о призрачности торгуемой мебели, о том, что она, собственно говоря, существует только на бумаге, что речь идёт о „тенях“».
Отец Фёдор, появляющийся у архивариуса после ухода Остапа, представляется родным братом Воробьянинова; сцена, описывающая его визит, предвосхищает эпизод с последовательным появлением «детей лейтенанта Шмидта» в арбатовском исполкоме («Золотой телёнок»). Сама сюжетная линия, повествующая о поисках информации через книги учёта и распределения, близка к фабуле рассказа Конан Дойла «Голубой карбункул», в котором Шерлок Холмс получает необходимые ему сведения из записей торговца, зафиксировавшего в канцелярских тетрадях маршруты передвижения поставляемых и продаваемых гусей.

### Эллочка-людоедка
Имя героини, в лексиконе которой всего тридцать слов, Ильф и Петров могли встретить в публикациях журнала «Огонёк» за 1927 год, где упоминались Элита Струк и Элеонора Стиннес — эффектные дамы, приходившиеся близкими родственницами миллионерам. В то же время у жены инженера Щукина был, вероятно, реальный прообраз — так, Виктор Ардов в письме литературоведу Абраму Вулису (1960) сообщал, что портрет, манеры, особенности поведения Эллочки во многом совпадают с чертами Тамары — «младшей сестры первой жены В. П. Катаева». Литературной предшественницей Эллочки исследователи называют героиню рассказа Евгения Петрова «Даровитая девушка» Кусичку Крант, которая во время общения со студентом Хведоровым изъясняется лаконично и однообразно: «Ого!», «Ничего себе», «То-то».
Существуют разные версии того, как создавался словарь Эллочки. По воспоминаниям писателя Льва Славина, изначально он представлял собой «один из импровизированных застольных скетчей» Юрия Олеши, с которым соавторов связывали тёплые отношения. Кроме того, часть заготовок присутствовала в записных книжках Ильфа в виде набросков — «Хамите, медведюля», «Словарь Шекспира, негры и девицы». Драматург Илья Кремлёв утверждал, что слово «мрак» писатели часто слышали от художника сатирических изданий Алексея Радакова, который с его помощью «выражал своё неудовольствие недостаточно холодным пивом или переваренными сосисками». Выражение «толстый и красивый», употребляемое Эллочкой по отношению к людям и предметам, было, вероятно, взято из лексикона близкой знакомой Ильфа — поэтессы Аделины Адалис. Шутка «У вас вся спина белая» восходит, по данным исследователей, к повести Валентина Катаева «Растратчики», где она произносится дважды.
Рассказывая о повседневной жизни Эллочки Щукиной, соавторы сообщают о «грандиозной борьбе», которую героиня ведёт с опасной заокеанской соперницей — дочерью миллиардера Вандербильда. Подобные настроения жён советских специалистов в годы НЭПа были распространённым явлением, — к примеру, драматург Николай Погодин в фельетоне, опубликованном в «Огоньке», создал их обобщённый образ: «Им нужно иметь всегда модные боты и модную шляпу, хорошие духи, настоящий кармин, модную шаль, им нужно посещать институт красоты, блёклые ресницы превращать в жгуче-чёрные, массировать лицо, завиваться у парикмахеров». Столь же типичным для 1920-х годов было выражение «как в лучших домах», с помощью которого Остап Бендер легко меняет Эллочкин стул на чайное ситечко мадам Грицацуевой.

### Авессалом Изнуренков
Остроумец Изнуренков впервые появляется в романе во время продажи стульев на аукционе; размахивая руками, он забрасывает Остапа множеством эмоциональных вопросов по поводу торгов. Прототипом персонажа, которого соавторы назвали «неизвестным гением», сравнимым в своей сфере с Шаляпиным, Горьким и Капабланкой, был журналист, сотрудник газеты «Гудок» Михаил Глушков. Современники вспоминали о нём как о человеке, жизненные интересы которого были сосредоточены вокруг придумывания тем для карикатур и азартных игр: «За карточным столом он оставлял всё, что зарабатывал».
Легенды о его саркастичности и молниеносно рождающихся репликах передавались от одного поколения журналистов другому. Так, на вопрос коллег о том, со щитом вернулся Глушков с бегов или на щите, он отвечал: «В нищете». В историю вошёл принадлежавший Михаилу Александровичу афоризм, характеризующий бюрократа: «Вам говорят русским языком, приходите завтра, а вы всегда приходите сегодня». По свидетельству писателя Семёна Гехта, Глушков не только узнал себя в Изнуренкове, но и был признателен Ильфу и Петрову за создание этого образа. Через девять лет после выхода «Двенадцати стульев» Михаил Александрович был арестован и репрессирован.

## Организации, учреждения

### 2-й дом Старсобеса
Поиски стульев начинаются во 2-м доме Старсобеса, который размещается в здании, до революции принадлежавшем Ипполиту Матвеевичу. Порядки в государственной богадельне устанавливает завхоз Альхен (Александр Яковлевич) — «голубой воришка», отличающийся отменной вежливостью и испытывающий конфуз от непрерывно совершаемых краж. По воспоминаниям фельетониста Михаила Штиха (М. Львова), работавшего вместе с соавторами в «Гудке», идея сюжетной линии, связанной со старгородским благотворительным учреждением, могла возникнуть у Ильфа во время их совместной прогулки по Армянскому переулку. Показав на стоящее за тяжёлой оградой строение, Штих рассказал о располагавшейся там некогда богадельне, где ему в годы учёбы в Московской консерватории довелось давать концерт. Илья Арнольдович живо интересовался деталями; некоторые из них (например, описание тяжёлых дверей и мышиного цвета платьев, в которые были облачены обитательницы заведения) впоследствии были включены в роман.
Помимо реального прототипа, у старгородского дома собеса существуют и литературные прообразы. Среди них — отличающаяся крайне жёсткими порядками частная школа Сквирса (воспитательный роман Чарльза Диккенса «Николас Никльби») и «странноприимный дом для безродных старух» (рассказ Антона Чехова «Княгиня»). Исследователи отмечают, что атмосфера в приюте, патронируемом княгиней, и в вотчине Альхена совпадает даже в мелочах: так, в момент прихода гостей постоялицы обоих заведений хором поют песню; и в той, и в другой богадельне имеются одеяла, относящиеся к числу особо ценных казённых принадлежностей. По данным литературоведа Лидии Яновской, о слове «Ноги», вытканном на одеялах, Ильф упоминал ещё в 1924 году в одном из адресованных жене писем — он видел подобные образцы фабричного дизайна в нижегородской командировке.
Особое внимание в доме Старсобеса уделяют дверным пружинам и цилиндрам, обладающим большой силой и заставляющим жильцов «с печальным писком» спасаться от ударов. Судя по сообщениям прессы, в конце 1920-х годов оснащение дверей утяжеляющими устройствами было повсеместным явлением. К примеру, в очерке журнала «Крокодил» рассказывалось о «свирепой технике», мешающей посетителям пермских учреждений входить в помещения: «На почте — гиря в 10 килограммов, в редакции газеты „Звезда“ — пивная бутылка с песком, в других местах — просто куски железа».
Столовую собеса украшают лозунги, сочинённые Альхеном. Плакаты и транспаранты были ещё одной приметой времени: Теодор Драйзер, путешествовавший по Советскому Союзу в 1927 году, писал в своей книге «Драйзер смотрит на Россию» о том, что инструктаж, осуществляемый с помощью уличных афиш, касался всех сфер жизни — от борьбы с кровососущими насекомыми до устройства силосных хранилищ. Михаил Кольцов, Ильф и Петров, другие журналисты в своих изданиях достаточно едко отзывались о преследовавших человека лозунгах с назойливыми рекомендациями «Сей махорку — это выгодно», «Хочешь хорошо жить — разводи землянику», «Ешь медленно, тщательно пережёвывая».
В доме Старсобеса, помимо полутора десятков старушек, находятся ещё и родственники Альхена и его супруги. Исследователи предполагают, что имя одного из нахлебников имеет отношение к семейной жизни Достоевского: сочетание «Паша Эмильевич» могло быть образовано соединением имён Паша (так звали пасынка Фёдора Михайловича, жившего в его доме после смерти матери) и Эмилия (речь идёт о невестке писателя, опекавшей молодого человека). Если в романе Паша Эмильевич мог «слопать в один присест два килограмма тюльки», то пасынок Достоевского, по свидетельству его второй жены, в неурочные часы нередко наведывался в столовую и съедал весь приготовленный обед, оставляя семью без сливок и рябчика.

### Редакция газеты «Станок»
Редакция ежедневной газеты «Станок», быт и нравы которой напоминают обстановку в газете «Гудок», попадает в сферу внимания Бендера после того, как завхоз этого издания приобретает на аукционе один из стульев Воробьянинова. Коллектив газеты размещается на втором этаже Дома народов; прообразом этого здания, по воспоминаниям коллег Ильфа и Петрова, был Дворец труда ВЦСПС, находившийся на Москворецкой набережной. Константин Паустовский писал, что до революции там базировался Воспитательный дом; позже в многочисленных комнатах расположились «десятки профессиональных газет и журналов, сейчас уже почти забытых».
Мадам Грицацуева, пришедшая в Дом народов в поисках Остапа, попадает в лабиринт и не может выбраться из одинаковых коридоров, поворотов и переходов. Комментируя этот эпизод, писатель Илья Кремлёв отмечал, что «описать Дворец труда точнее невозможно». В названии «Станок», по данным Семёна Липкина, присутствует отсылка к одноимённому литературному обществу, созданному в 1920-х годах на базе газеты «Одесские известия».
Диалоги, происходящие в «Станке» перед сдачей очередного номера в печать, когда каждый из корреспондентов требует выделить его материалу дополнительное место на полосе, не только воспроизводят атмосферу, царившую в «Гудке», но и «передают насыщенные инсайдерским жаргоном споры сотрудников». Приметой времени исследователи считают находящуюся в кабинете редактора огромную красную ручку с пером № 86, достигающим потолка. Эта канцелярская принадлежность, наряду со столь же гигантскими телефонными аппаратами, карандашами, моделями паровозов, относилась к числу «избитых гипербол», которые в 1920-х годах были распространены в советском обществе; подобные предметы преподносились предприятиям и организациям в качестве подарков; они являлись обязательными атрибутами праздничных демонстраций.
Другое веяние эпохи отражено в заключительном эпизоде главы «Клуб автомобилистов», когда комсомолец Авдотьев рекомендует секретарю редакции записаться в «друзья детей». Михаил Булгаков, перечисляя в фельетоне «Кулак бухгалтера» (1925) признаки благонадёжного сотрудника, писал: «В глазах — сильное сочувствие компартии, на левой стороне груди два портрета, на правой значки Доброхима и Доброфлота, а в кармане [членская] книжка „Друг детей“».
Среди постоянных посетителей Дома народов выделяется Никифор Ляпис-Трубецкой, предлагающий стихи и поэмы про похождения Гаврилы многочисленным ведомственным изданиям, за исключением «Станка»: в этой газете к его творениям относятся иронично. Среди возможных прототипов Ляписа был, по данным Бориса Галанова, весьма известный поэт, опубликовавший своё произведение одновременно в «Печатнике», «Медицинском работнике», «Пролетариях связи» и «Голосе кожевника». Михаил Штих считал, что в образе Никифора воплощены качества некоего «жизнерадостного халтурщика», который после выхода романа узнал себя в авторе «Гаврилиады». Писатель Виктор Ардов полагал, что под Ляписом-Трубецким Ильф и Петров подразумевали поэта Осипа Колычева: он был похож на романного персонажа и внешне, и манерами. С версией Ардова, несмотря на её поддержку другими мемуаристами, не согласен Юрий Щеглов:

Думается, что в качестве прототипа Гаврилы он должен быть реабилитирован… Продукция молодого О. Колычева ни в коей мере не напоминает эпос о Гавриле. Те стихи, что нам встречались одних с «Двенадцатью стульями» лет, хотя и достаточно поверхностны, но отнюдь не нагло-халтурны, как писания Ляписа.

### Театр Колумба
В театр Колумба Бендера и Воробьянинова приводят поиски стульев, проданных в ходе аукциона. Спектакль «Женитьба», на премьеру которого попадают концессионеры, удивляет Ипполита Матвеевича необычностью трактовки: во время представления Агафья Тихоновна передвигается по проволоке, Иван Кузьмич Подколесин едет на слуге Степане, декорация выполнена из фанерных прямоугольников. По мнению исследователей, глава, рассказывающая о гоголевской пьесе, является пародией на авангардные постановки 1920-х годов, однако единого мнения о конкретном прототипе нет; вероятно, в образе театра соединились черты разных трупп и представлений.
Описание «Женитьбы» в отдельных деталях совпадает с работой Сергея Эйзенштейна «На всякого мудреца довольно простоты», поставленной в московском театре Пролеткульта. В обоих спектаклях наблюдается добавление в канонические тексты актуальных политических реплик: если в колумбовской интерпретации Подколесин задаёт слуге вопрос «Что же ты молчишь, как Лига Наций?», то у Эйзенштейна Егор Глумов отзывается о богатом барине как о человеке, имеющем «тридцать племянников: савинковцев, врангелевцев, кутеповцев, романовцев, мартовцев». Как вспоминал театровед Александр Февральский, представление Сергея Михайловича по пьесе Александра Островского было насыщено акробатическими номерами и цирковыми трюками, включая полёты над залом и хождение по проволоке.

Гораздо ближе стоит эта пародия к более раннему, но в 1927 году с большим успехом шедшему «Лесу» Мейерхольда (по А. Островскому), с его цветными париками… с галифе и хлыстом Гурмыжской, с теннисным костюмом Буланова, с клоунадой Счастливцева — Несчастливцева, с любовным диалогом на гигантских шагах.
Отдельные детали главы «В театре Колумба» появились, по свидетельству коллег Ильфа и Петрова, отнюдь не под влиянием театральной среды. Так, необычная фамилия автора стихов М. Шершеляфамова, указанная в афише, была, как вспоминал журналист Арон Эрлих, результатом коллективного творчества сотрудников «Гудка», придумавших её «за кружкой пива, в весёлую минуту». Сравнение ног Агафьи Тихоновны с кеглями возникло в тот момент, когда Ильф, глядя из окна на проходившую по переулку Чернышевского девушку, произнёс: «У неё ноги в шёлковых чулках, твёрдые и блестящие, как кегли».

## Маршрут Бендера и Воробьянинова
Путешествие Воробьянинова начинается в уездном городе N, откуда Ипполит Матвеевич направляется в Старгород; туда же, «со стороны деревни Чмаровки», движется Бендер. Дальнейший маршрут героев включает тысячи километров пути: Старгород → Москва → Нижний Новгород → Бармино → Васюки → Чебоксары → Сталинград → Тихорецкая → Минеральные Воды → Пятигорск → Владикавказ → Дарьяльское ущелье → Тифлис → Батум → Ялта → Москва.

### Город N
По воспоминаниям Евгения Петрова, первую фразу романа, начинающегося словами «В уездном городе N…», предложил Ильф. Исследователи отмечают, что в этом «подчёркнуто традиционном» зачине была не только задана интонация «Двенадцати стульев», но и заложен иронический посыл, связанный с обыгрыванием тем и мотивов других литературных произведений. Соавторы уже на первых страницах делают заявку на цитатность: так, упомянутое среди городских достопримечательностей похоронное бюро «Милости просим» совпадает по названию с погребальной конторой из пьесы драматурга Бориса Ромашова «Конец Кривокорыльска». Дословное цитирование рекламы маникюра из рассказа Веры Инбер «Лампочка припаяна» обнаруживается при упоминании «цирюльных дел мастера Пьера и Константина», обещающего клиентам «холю ногтей».
Образ провинциального населённого пункта создаётся с помощью деталей, растиражированных советской литературой 1920-х годов, — к их числу относятся безлюдные пространства в городской черте, а также животные, находящиеся вблизи плакатов и афиш («На большом пустыре стоял палевый телёнок и нежно лизал проржавевшую вывеску»). В перечень примечательных объектов периферийного городка входит также единственный в уезде автомобиль «с крохотным радиатором и громоздким кузовом», двигающийся по бездорожью в клубах дыма.

### Старгород
Дочь Ильфа — Александра Ильинична — писала, что в образе Старгорода (именовавшегося в рукописи Барановском или Барановом) просматриваются «кое-какие одесские реалии». Название места, в котором пересекаются Бендер, Воробьянинов и отец Фёдор, встречалось в русской литературе и ранее: к примеру, действие романа-хроники Лескова «Соборяне» (1872) начинается в Старгороде; в повести Льва Гумилевского «Собачий переулок» (1926—1927) одна из глав называется «Старгородская мануфактура».
Некоторые историки и краеведы считают, что прообразом Старгорода стал город Сызрань Самарской области.
Ипполита Матвеевича встреча с родным городом приводит в замешательство: за годы разлуки в Старгороде изменились и люди, и вывески, и цвета. Подобные метаморфозы отмечались и в других населённых пунктах — так, журналист Михаил Кольцов, рассказывая о новом значении старых объектов, писал: «Раньше эта улица называлась Московской, а теперь… Советской. Там, где жил губернатор, теперь партийный комитет; там, где мужская гимназия, — исполком».
Особый интерес у Воробьянинова вызывают трамвайные рельсы, которых он никогда прежде не видел. К пуску первого трамвая в Старгороде начали готовиться ещё в 1912 году, однако строительство и монтаж станции затягивались. Замена конных экипажей рельсовым общественным транспортом в первое послереволюционное десятилетие воспринималось в отдалённых от столицы городах как весьма значимое событие. По мнению Юрия Щеглова, подробное описание подготовки к «открытию старгородского трамвая» носит у соавторов ностальгический характер. В воспоминаниях Евгения Петрова об одесском детстве, наряду с цирком, выставкой самоваров и первым аэропланом, фигурирует и первый трамвай.

Движение по рельсам выступает на видном месте в обоих романах: старгородский трамвай в начале дилогии может рассматриваться как набросок и предвестие «литерного поезда» в её конце… Эту коннотацию «начала новой эры» соавторы теперь переносят на романтизируемую ими начинающуюся советскую эпоху.

### Москва
Знакомство с советской столицей начинается с небольшого лирического очерка о девяти вокзалах, через которые в Москву ежедневно входят тридцать тысяч приезжих. Исследователи отмечают, что повествование Ильфа и Петрова о «воротах города» не во всём совпадает с публикациями других авторов, писавших о Москве времён НЭПа: к примеру, журналист Л. Кириллов в июльском номере журнала «Огонёк» (1927) сообщал о миллионе пассажиров, прибывающих в столицу на короткое время или «на постоянное жительство»: «Поближе к вокзалам, в узких, кривых уличках и переулках, гнездятся подслеповатые гостиницы, номера и глухие, зловонные и зловещие норы. По Рязанке маленькими артельками приезжает много крестьян на работу».
С Рязанского вокзала путешественники направляются к общежитию имени Бертольда Шварца. В машинописную рукопись романа была включена фраза: «Когда проезжали Лубянскую площадь, Ипполит Матвеевич забеспокоился», — в журнальной версии и последующих редакциях «Двенадцати стульев» она отсутствовала. Охотный Ряд описывается соавторами как место, где царит суматоха; пресса тех лет, в том числе зарубежная, постоянно обращала внимание на беспорядочную уличную торговлю и борьбу милиции с «беспатентными» продавцами. Скелет, находящийся в коридоре общежития, был, как замечает Остап, куплен студентом Иванопуло на Сухаревке — большом стихийном рынке, где «люди с раньшего времени» продавали фамильные ценности; там же, судя по рассказу Валентина Катаева «Вещи», молодые семьи приобретали подержанную мебель.
Интерес публики к экспонатам музея мебельного мастерства, куда компаньоны приходят в поисках стульев, был одной из социальных примет 1920-х годов: в этот период многие бывшие дворянские усадьбы преобразовывались в постоянно действующие выставки. Первый мебельный музей, коллекция которого была представлена в том числе и работами Гамбса, размещался в Александрийском дворце. При описании обстановки в «Праге», где Ипполит Матвеевич пытается «ослепить широтой размаха» Лизу Калачову, соавторы воспроизводят фрагменты традиционной для московских «кабаков» того времени концертной программы — с частушками, куплетами и «развязным конферансье». Их зарисовка близка по содержанию опубликованному в 1927 году очерку журналиста и писателя Николая Равича «Мещанин веселится», в котором упоминается про несущиеся с «пивной эстрады» песни «двусмысленного содержания и сальные анекдоты».

### Васюки
Путешествие на тиражном теплоходе «Скрябин» завершается для концессионеров изгнанием. Из путеводителя по Волге герои узнают, что на правом берегу находятся Васюки. По данным Одесского и Фельдмана, описание вымышленного населённого пункта («…отсюда отправляются лесные материалы, смола, лыко, рогожи») совпадает со справочной информацией о городе Ветлуге, включённой в книгу «Поволжье, природа, быт, хозяйство» (Ленинград, 1926). При этом, как отмечает Юрий Щеглов, Ветлуга находится в стороне от основного маршрута Бендера и Воробьянинова. По сообщению дочери Ильфа, в 1925 году, во время поездки на тиражном пароходе «Герцен», Илья Арнольдович вёл путевые записи, позволяющие предположить, что в облике Васюков запечатлены черты города Козьмодемьянска. Сама глава «Междупланетный шахматный конгресс» отражает атмосферу шахматного бума, начавшегося в СССР в 1920-х годах: незадолго до выхода романа в стране прошёл Всесоюзный шахматный съезд, в клубах и дворцах культуры открывались кружки любителей настольных игр, в газетах и журналах создавались соответствующие разделы.
Сцена с расклейкой афиш, извещающих о проведении сеанса одновременной игры в клубе «Картонажник», близка к эпизоду из романа Марка Твена «Приключения Гекльберри Финна», в котором герои-жулики, появившись в маленьком городке, развешивают театральные плакаты «Возрождение Шекспира! Изумительное зрелище! Только один спектакль!» Идея организации междупланетного турнира с созданием соответствующей инфраструктуры и переименованием города в Нью-Москву, которой Бендер делится с участниками местной шахматной секции, является ироничным откликом на популярные в те годы «футурологические фантазии» — эта тема развивалась и в литературных произведениях, и журналистских материалах. Так, прогноз писателя Ефима Зозули, опубликованный в журнале «Тридцать дней» (1927, № 11), был связан с 2022 годом, когда «каждого туриста в Москве будет возить отдельно реющий аэропланчик».
Лекция о плодотворной дебютной идее, с которой Бендер выступает в клубном зале, во многом совпадает с докладом героя из фельетона Валентина Катаева «Лекция Ниагарова» (1926): плут, появившись на сцене Политехнического музея, рассказывает публике о проблемах междупланетного сообщения, перемежая своё повествование анекдотами; подобно Остапу, он после разоблачения покидает аудиторию, успев напомнить сообщнику о необходимости получить в кассе пятьдесят червонцев.

### Пятигорск
В июне 1927 года соавторы путешествовали по Кавказу и Крыму. На курорте, где «всё было чисто и умыто», Ильф сделал запись: «На празднике жизни в Пятигорске мы чувствовали себя совершенно чужими», — в романе эту фразу в несколько изменённом виде произносит Бендер. Глава «Вид на малахитовую лужу» даёт представление о летней мужской моде, основные атрибуты которой (белые брюки, недорогие рубашки «апаш», лёгкие сандалии) часто воспроизводились в газетно-журнальных публикациях, популяризирующих «советскую романтику туристических маршрутов» того времени. К примеру, поэт Александр Жаров после одной из поездок подготовил очерк для журнала «Тридцать дней», в котором рассказал, что на юге отдыхающие носят «одинаковые белые санаторные брюки и толстовки, белые колпаки, сандалии с одной подмёткой, именуемые „христосиками“».
В Пятигорске финансовые проблемы вынуждают Остапа прибегнуть к очередной махинации: приобретя на последние деньги квитанционную книжку, великий комбинатор отправляется к Провалу. Рассуждения великого комбинатора о том, что бесплатный вход в местную достопримечательность — это «позорное пятно на репутации города», являются имитацией шаблонных текстов, присущих высмеиваемым в прессе лозунгам — таким, как «Смыть с себя позорное пятно, догнать и перегнать выполнение плана» («Огонёк», 1930, 20 ноября). Элемент пародии замечен и в стремлении героя разделить туристов на группы: предлагая скидку студентам и увеличивая стоимость билетов для тех, кто не состоит в профсоюзе, Бендер демонстрирует механизм развития советской системы «иерархий и привилегий» .
По мнению исследователей, упоминаемая в романе «тень Лермонтова», витающая даже в буфете, — это отголосок актуальной для конца 1920-х годов темы искусственно создаваемых исторических объектов, к которой нередко обращались фельетонисты. Так, в огоньковском очерке Д. Маллори (Бориса Флита) рассказывалось, что по дороге в Кисловодск пассажирам показали «не меньше шести „могил“ Лермонтова»; на страницах журнала «Бузотёр» сообщалось о курортном администраторе, обещавшем «открыть шесть заново отремонтированных гротов Пушкина».

### Ялта
В Ялту Бендер и Воробьянинов отправляются после чтения газетной заметки, сообщающей об осенних гастролях театра Колумба в Крыму. В главе, повествующей о заключительном этапе их странствий, обыгрывание литературных мотивов соединено с описанием реальных происшествий. Так, сцена прибытия парохода «Пестель», встречаемого выстроившимися на набережной экипажами и праздной публикой, перекликается с эпизодом из чеховской «Дамы с собачкой», когда Гуров и Анна Сергеевна сливаются с толпой, наблюдающей за пришедшим судном. В то же время рассказ о том, как найденный в театре стул внезапно проваливается сквозь пол, является откликом на достоверные события — речь идёт о «первом ударе большого крымского землетрясения 1927 года». Исследователи обращают внимание на фактическую неточность, допущенную соавторами: компаньоны перемещаются в Ялту в сентябре, тогда как первый шестибалльный толчок был зафиксирован 26 июня. Утром концессионеры вскрывают стул, обнаруженный у входной двери неповреждённым, после чего раздаётся «третий удар»; предмет гамбсовского гарнитура исчезает в глубинах земли. Подобная развязка, по мнению Юрия Щеглова, связана с тем, что в историю с поиском сокровищ «подключаются мировые силы».

Пародийно трактованная экзистенциальная тематика довольно основательно вплетена в сюжет «Двенадцати стульев»… Эта вечная тема служит для иронического возвышения тривиального. Вмешательство землетрясения в дела героев комментируется в духе оппозиции природы и цивилизации: «…пощажённый первым толчком землетрясения и развороченный людьми гамбсовский стул…»

## Маршрут отца Фёдора
Отец Фёдор, как и Ипполит Матвеевич, отправляется в дорогу из города N. В Старгороде их пути ненадолго пересекаются; затем Востриков, получив от архивариуса Коробейникова ордер на гарнитур генеральши Поповой, начинает поиски инженера Брунса — с этого момента конкуренты идут параллельными маршрутами. Исследователи отмечают, что если направление Бендера и Воробьянинова строится по схеме, заявленной в «Шести Наполеонах» Конан Дойла, то движение священника, пытающегося догнать Брунса в Ростове-на-Дону, Харькове, Баку, организовано по сценарию маршаковской «Почты»: героя этого стихотворения, непрерывно перемещающегося поэта Бориса Житкова, ищут ленинградский, берлинский, лондонский, бразильский почтальоны.
Востриков находит Брунса на Зелёном Мысу в тот момент, когда инженер, сидя на дачной веранде, обращается к жене со словами «Мусик! Готов гусик?». Валентин Катаев в книге «Алмазный мой венец» писал, что в образе инженера представлен он сам. Фамилия, которую соавторы дали персонажу, была, вероятно, знакома им со времён юности — по утверждению поэта-сатирика Дон-Аминадо, в одесской пивной Брунса, являвшейся в дореволюционные годы местом встреч творческой молодёжи, «подавали единственные в мире сосиски и настоящее мюнхенское пиво».
Сцена, во время которой отец Фёдор падает перед инженером на колени, умоляя продать все двенадцать стульев, восходит к эпизоду из романа Достоевского «Идиот»: по словам Юрия Щеглова, подобным же образом миллионер Афанасий Иванович Тоцкий пытался приобрести у старого купца Трепалова красные камелии для провинциальной дамы Анфисы Алексеевны: «Я бух ему в ноги! Так-таки и растянулся!» Связь с Достоевским обнаруживается и во время погружения купленного за 200 рублей гарнитура в фургон — исследователи отмечают, что топор, вложенный Раскольниковым в петлю под пальто, сопоставим с топориком Вострикова, спрятанным за шнурком под полою. Разрубив на батумском берегу все стулья, отец Фёдор оказывается вдали от родных мест без сокровищ и денег на обратную дорогу; теперь он уже «машинально продолжает странствие».
Встреча конкурентов происходит в Дарьяльском ущелье, где Бендер предлагает Воробьянинову увековечить их пребывание у «Ворот Кавказа» наскальной надписью «Киса и Ося здесь были». По версии Одесского и Фельдмана, в придуманном Остапом варианте граффити, с одной стороны, присутствует отсылка к стихотворению Владимира Маяковского «Канцелярские привычки» («Здесь были Соня и Ваня Хайлов. / Семейство ело и отдыхало»), с другой — происходит обыгрывание некоторых фактов из биографии поэта: «Кисой Маяковский публично называл Л. Ю. Брик, а Осей — её мужа, О. М. Брика, причём в июле 1927 года „Киса и Ося“ действительно были на Кавказе».
Появление отца Фёдора застаёт Ипполита Матвеевича врасплох; исследователи полагают, что наступление священника, сопровождаемое вопросом «Куда девал сокровища убиенной тобой тёщи?», сродни действиям доктора Ватсона в рассказе «Исчезновение леди Фрэнсис Карфэкс»: «Ильф и Петров нередко заимствовали из шерлокхолмсовского цикла не только отдельные детали, но и целые сюжеты».

## Советский мир 1920-х годов

### Общежитие имени Бертольда Шварца
В 1923 году, устроившись на работу в газету «Гудок», Ильф поселился в примыкающей к типографии комнате, вся обстановка которой состояла из матраца и стула; вместо стен, как писал впоследствии Евгений Петров, стояли три фанерные ширмы. Это помещение стало прототипом «пенала», в котором размещаются Коля и Лиза — обитатели общежития имени Бертольда Шварца. Дом, изначально предназначавшийся для проживания студентов-химиков, практически исчез с карты Москвы; столичное управление недвижимым имуществом исключило его из своих планов. Исследователи считают, что в описании загадочного здания присутствует мотив «затерянного мира», не тронутого социальными катаклизмами и не зависящего от чужой воли. Своим стремлением к автономному существованию общежитие напоминает жилище профессора Преображенского в калабуховском доме («Собачье сердце») и занятую Воландом «нехорошую квартиру» на Большой Садовой, 302-бис («Мастер и Маргарита»).
В одну из глав, повествующих об общежитии, включён лирический этюд о значении матраца в жизни людей; писатели называют его «альфой и омегой меблировки», «любовной базой», «отцом примуса». По мнению литературоведов, соавторы воспроизвели типичную особенность московского быта 1920-х годов, когда горожане воспринимали мягкое ложе как «основу своего счастья». Как писали иностранные журналисты, в число повседневных картин советской столицы входили извозчики, доставляющие матрацы по адресам: «Русский человек готов спать на сколь угодно жёсткой постели, но когда он позволяет себе немного роскоши, то первым покупаемым предметом почти неизменно бывает пружинный матрац».
Современники соавторов оставили воспоминания о том, как перечень «счастливцев», сумевших приобрести матрац на Сухаревском рынке, пополнил Ильф. Согласно версии Семёна Гехта, в момент покупки Илья Арнольдович выглядел довольным и «даже гордым». Иную трактовку событий представил сосед Ильфа по комнате — писатель Юрий Олеша: по его словам, негативное отношение гудковцев к перинам и диванам как символам мещанского уюта отражено в образах вдовы Ани Прокопович (роман «Зависть») и Васисуалия Лоханкина («Золотой телёнок»); единственным достойным элементом спальни они считали будильник.

### Радио. Уличные громкоговорители
Во время обеда во 2-м доме Старсобеса разговор старушек прерывается внезапно включившимся громкоговорителем, пытающимся сквозь шум и помехи донести до слушателей сведения об изобретении световой сигнализации на снегоочистителях. Вводя в повествование эпизод с радиотрансляцией, соавторы обозначают ещё одну из примет времени — речь идёт об активном внедрении в советский быт нового средства массовой информации. Радиотема, как отмечают исследователи, начала обретать актуальность со второй половины 1920-х годов; установка репродукторов на предприятиях, в учреждениях и на улицах носила фактически директивный характер. В программу радиопередач входили информационные сводки, агитационные материалы, переклички передовиков производства; культурная часть вещания включала лекции, выступления хоровых коллективов, концерты баянистов.
В рукописи «Двенадцати стульев» содержался эпизод об уличной трансляции оперы «Евгений Онегин»: сначала находящийся рядом с трамвайной остановкой громкоговоритель оповестил слушателей о том, что «молодой помещик и поэт Ленский влюблён в дочь помещика Ольгу Ларину», затем послышалась настройка инструментов, зазвучало вступление. «Уже взвился занавес, и старуха Ларина, покорно глядя на палочку дирижера и напевая: „Привычка свыше нам дана“, колдовала над вареньем, а трамвай ещё никак не мог оторваться от штурмующей толпы». Как отмечал Юрий Щеглов, сцена в усадьбе Лариных «контрапунктировала» с попытками пассажиров занять места в переполненном вагоне. Из журнальной и последующих публикаций упоминания о передаче из Большого театра были исключены; в итоговой редакции (глава «В театре Колумба») сохранилась одна фраза: «У трамвайной остановки горячился громкоговоритель».

### Атрибуты быта. Услуги
Одним из примеров того, как в советском мире 1920-х годов осуществлялись «экономические искания», является предпринимательская деятельность отца Фёдора. В число его проектов входили собаководство (эпизод, повествующий о неудачной попытке Вострикова получить избранный приплод от купленной на Миусском рынке собаки Нерки, не вошёл в окончательный вариант романа), изготовление мраморного стирочного мыла, разведение кроликов и организация домашних обедов. Современники Ильфа и Петрова вспоминали, что объявления о частных столовых и кухнях были в нэповские времена распространённым явлением; по словам сотрудника журнала «Огонёк» Эмилия Миндлина, такого рода услуги нередко предоставляли интеллигентные семьи, оказавшиеся в сложной финансовой ситуации: «Мы обыкновенно обедали в „средних“ домах, где за большим круглым столом прислуживала сама хозяйка и её молодые дочери». Кроме того, многие «старорежимные люди» сдавали комнаты или, подобно бывшей возлюбленной Воробьянинова Елене Станиславовне Боур, устраивали платные сеансы гадания.
В момент встречи конкурентов в коридоре старгородской гостиницы «Сорбонна» Бендер обращается к отцу Фёдору со словами: «Старые вещи покупаем, новые крадём!». По свидетельству Леонида Утёсова, первая часть фразы, произнесённой великим комбинатором, была известна всем одесситам, а в послереволюционную пору и москвичам — так обозначали своё появление во дворах торговцы подержанными вещами, называемые старьёвщиками. Из их лексикона Остап «позаимствовал» и другую реплику, адресованную священнику: «Мне угодно продать вам старые брюки».
При заселении в «Сорбонну», меблированный номер в которой стоит один рубль восемьдесят копеек, Бендер интересуется у служащего наличием «доисторических животных». Клопы, как отмечают исследователи, были в 1920-х годах неразрешимой проблемой многих заштатных отелей. Так, журнал «Смехач» (1928, № 30) опубликовал специальный справочник для путешественников, в котором слово «гостиница» определялось как «место, которое кусается (из-за цен и клопов)».
В конце 1920-х годов в городах, несмотря на появление трамваев и автомобилей, ещё оставалось немало извозчиков. Одному из них после посещения «Праги» Ипполит Матвеевич рассказывает про сокровища мадам Петуховой (подобный мотив присутствует и в повести Льва Толстого «Юность», герой которой делится с кучером наёмного экипажа своими переживаниями); с другим на Театральной площади сталкивается Остап. «Ватная спина» хозяина повозки, принявшая на себя удар великого комбинатора, является, как объясняют исследователи, «общим местом извозчичьей топики» — на неё обращали внимание многие литераторы, включая поэта Николая Заболоцкого, написавшего: «Сидит извозчик, как на троне, / из ваты сделана броня».

### Питание
В главу «Муза дальних странствий», рассказывающую о последовательном перемещении в Старгород сначала отца Фёдора, а затем — Воробьянинова, включена панорамная зарисовка о поведении путешественников в дороге. Фраза «Пассажир очень много ест» совпадает с наблюдениями современников Ильфа и Петрова — тема продуктового изобилия в поездах периодически попадала в сферу внимания журналистов: «Все пьют, обложившись продовольствием — огромными хлебами, огромным количеством ветчины, огромными колбасами, огромными сырами». Постоянным героем путевых заметок 1920-х годов был пассажир, устремлявшийся во время стоянок к котлам с горячей водой: так, рассказывая о странствиях Вострикова, соавторы замечают, что «видели его на станции Попасная, Донецких дорог. Бежал он по перрону с чайником кипятку».
Ироничное отношение к вагонным яствам соседствовало в прессе с критикой в адрес тех, кто отличался «жадностью к мясу». Лозунг «Мясо — вредно», сочинённый Альхеном во 2-м доме Старсобеса, соответствовал идеологическим установкам того времени. К примеру, журнал «Московский пролетарий» писал в 1928 году: «Надо изжить вкоренившийся ложный взгляд на значение и роль мясных продуктов». Подобную фразу («Какая-нибудь свиная котлета отнимает у человека неделю жизни!») произносит в разговоре с Лизой и Коля Калачов; упоминаемые в диалоге мужа и жены монастырский борщ, фальшивый заяц и морковное жаркое входили, вероятно, в меню недорогих студенческих столовых. Название вегетарианского заведения «Не укради», в котором питаются супруги, — вымышленное, однако оно соотносится с колоритными вывесками тех лет — так, в Москве существовали трактир «Дай взойду» и диетические столовые «Я никого не ем», «Примирись» и «Гигиена». Название старгородского предприятия «Одесская бубличная артель „Московские баранки“» литературоведы Одесский и Фельдман объясняли так:

В 1920-е годы парадоксы подобного рода — вполне заурядное явление: на вывеске указывались место официальной регистрации фирмы и её название, иногда совпадавшее — полностью или частично — с наименованием основной продукции. К примеру, в Поволжье была широко известна «Саратовская артель „Одесская халва“», а в Одессе — «Московская вегетарианская столовая», где подавались «московские горячие блины».

## Отзывы и рецензии
В книге воспоминаний о соавторах, изданной в 1963 году, было опубликовано письмо Евгения Петрова, адресованное писателю Владимиру Беляеву. В нём, в частности, упоминалось о «молчании критики», сопровождавшем авторов «Двенадцати стульев» «в течение всей десятилетней работы (первые пять лет — ни строчки)». Реплики на ту же тему исследователи нашли и в черновиках Евгения Петровича: «Первая рецензия в „Вечерке“. Потом рецензий вообще не было». Комментируя эти записи, Одесский и Фельдман предположили, что проскальзывающая в них досада была, возможно, связана с тем, что ни один из влиятельных литературно-художественных журналов конца 1920-х годов не отреагировал на выход романа Ильфа и Петрова. Тем не менее говорить о его полном игнорировании не следует, считают литературоведы.
Первая рецензия появилась в газете «Вечерняя Москва» в начале сентября 1928 года. Автор публикации, некто Л. К., с одной стороны, признал, что «Двенадцать стульев» — произведение живое и динамичное, с другой — сообщил, что к ближе к финалу история с поисками сокровищ начинает утомлять: «Читателя преследует ощущение какой-то пустоты. Авторы прошли мимо действительной жизни — она в их наблюдениях не отобразилась, в художественный объектив попали только уходящие с жизненной сцены типы». В том же месяце в журнале «Книга и профсоюзы» вышла статья Г. Блока, давшего весьма жёсткую оценку «Двенадцати стульям»: он назвал сочинение двух небесталанных рассказчиков «милой игрушкой», насыщенной «юмористикой бульварного толка и литературщины, потрафляющей желудку обывателя», и пришёл к выводу, что в художественном отношении роман особой ценности не представляет.
После паузы, которую соавторы действительно могли принять за «негласный бойкот», газета «Правда» (1928, 2 декабря) напечатала тезисы из речи Бухарина на совещании рабочих и сельских корреспондентов. Николай Иванович тепло отозвался о произведении Ильфа и Петрова и назвал примерами подлинной сатиры главу о Никифоре Ляписе-Трубецком, один из лозунгов во 2-м доме Старсобеса, а также плакат, вывешенный в шахматной секции Васюков: «Дело помощи утопающим — дело рук самих утопающих». Затем достаточно резко — не в адрес соавторов, а по отношению к литературным критикам — выступил на страницах «Вечернего Киева» Осип Мандельштам:

Приведу совсем уж позорный и комический пример «незамечания» замечательной книги. Широчайшие слои сейчас буквально захлёбываются книгой молодых авторов Ильфа и Петрова… Единственным отзывом на этот брызжущий весельем памфлет были несколько слов, сказанные Бухариным… Бухарину книга Ильфа и Петрова для чего-то понадобилась, а рецензентам пока не нужна.
Последним из резко отрицательных откликов конца 1920-х годов стала статья в журнале «Книга и революция» — его обозреватель назвал роман «серенькой посредственностью», в которой отсутствует «заряд глубокой ненависти к классовому врагу». Затем «Вечерняя Москва» провела опрос среди советских писателей о лучшем произведении 1928 года, и Юрий Олеша, выделив из общего списка «Двенадцать стульев», написал: «Я считаю, что такого романа… вообще у нас не было». Официальное признание к соавторам пришло в июне 1929 года, после выхода в «Литературной газете» большой рецензии критика Анатолия Тарасенкова, отметившего, что в произведении отражены злободневные проблемы, а Ильф и Петров очень тонко чувствуют грань между иронией и сарказмом. Выход статьи Тарасенкова, озаглавленной «Книга, о которой не пишут», исследователи сравнили с выдачей роману «справки о благонадёжности» — после публикации в «Литературной газете», которая в ту пору считалась «проводником политики партии», «Двенадцать стульев» начали осторожно хвалить даже рапповские издания.
Ильф и Петров ответили на ситуацию вокруг романа юмористической миниатюрой в журнале «Чудак» (1930, № 4) — они изобразили в ней неких безмолвных рецензентов Аллегро, Столпнера-Столпника, Гав. Цепного, не знающих, как реагировать на выход книги незнакомых авторов и боящихся признать её значимость без руководящей отмашки: «И только через два года критики узнают, что книга, о которой они не решились писать, вышла уже пятым тиражом и рекомендована главполитпросветом для сельских библиотек».

## Различия между вариантами романа
Текстоведы, сравнивая машинописную версию «Двенадцати стульев» и канонический вариант романа, включённый в собрание сочинений Ильфа и Петрова («Советский писатель», 1938), обнаружили много разночтений. По словам Лидии Яновской, правки и сокращения, внесённые соавторами после журнальной публикации, были связаны с желанием устранить многословие, тематические пересечения и смысловые повторы; утрата логики при разработке отдельных сюжетных ходов, происходящая при изъятии некоторых эпизодов, их не беспокоила — подобное отношение к «перекраиванию» текста литературовед объяснила молодостью писателей, которым «творческие возможности казались беспредельными».
Так, изначально в главу «Муза дальних странствий», повествующую о появлении на старгородском вокзале отца Фёдора, была включена сцена с агентом ГПУ, наводившим порядок в зале ожидания: он успокаивал пассажиров и пытался поймать игравших на ложках беспризорников. В исключённой из романа главе «Продолжение предыдущей» воспроизводилась история знакомства молодого Воробьянинова с женой окружного прокурора Еленой Станиславовной Боур — их первая встреча произошла на благотворительном базаре, где Ипполит Матвеевич угостил даму шампанским; спустя некоторое время они вместе отправились в Париж. Эпизод, рассказывающий о постройке первого старгородского трамвая, содержал актуальные куплеты, сочиняемые местными жителями: «Елестрический мой конь / Лучше, чем кобылка. / На трамвае я поеду, / А со мною милка». Не вошло в итоговую редакцию и детальное описание творческой деятельности одного из завсегдатаев Дома народов — модного писателя Агафона Шахова, разрабатывавшего в своих произведениях темы любви, брака и ревности. По словам Одесского и Фельдмана, в портрете Шахова угадывались черты Валентина Катаева и Пантелеймона Романова.
Сюжетная линия, связанная с Никифором Ляписом-Трубецким, была в рукописном варианте гораздо шире: в отдельной главе сообщалось о том, как автор «Гаврилиады», узнав о вскрытии предметов мебели в редакции «Станка» и театра Колумба, предложил своему соседу по комнате — писателю Хунтову — сочинить историю про спрятанное в стульях изобретение советского учёного; после долгих споров герои решили написать детективную оперу «Луч смерти». Из финала «Двенадцати стульев» была изъята фраза, лишавшая писателей возможности впоследствии «воскресить» Бендера: «Великий комбинатор умер на пороге счастья, которое он себе вообразил».

Их [соавторов] не смутило, что теперь сюжетно слабо мотивировано появление Никифора Ляписа на страницах романа: в конце главы он просит пять рублей на починку стула, попорченного хулиганами, и не всякий читатель, закрыв книгу, вспомнит, какое имеет отношение Ляпис к поискам бриллиантов… В приключенческом романе это было бы невозможно. Логика сатирического повествования делает это вполне естественным. 

## Литературная перекличка